# Schneebergbahn

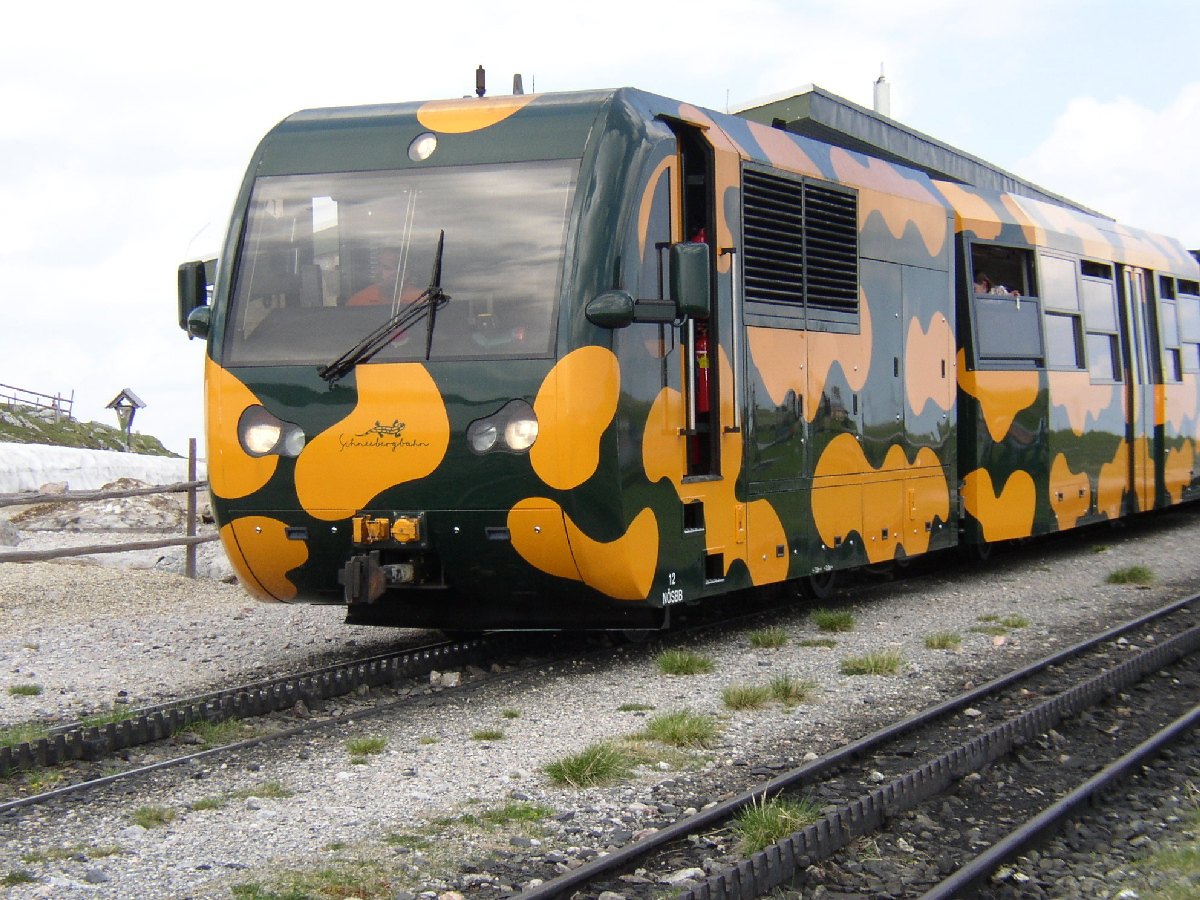
Kolejka zębata Salamander

Schneebergbahn – jedna z trzech nadal działających kolejek zębatych w Dolnej Austrii. Trasa prowadzi z miasteczka Puchberg am Schneeberg aż do płaskowyżu rozciągającego się wokół szczytu Schneeberg. Schneeberg - 2076 m. jest najwyższą górą Dolnej Austrii. 
Pozostałe kolejki zębate na terenie Austrii to Schafbergbahn (uruchomiona w 1893 r.) i Achenseebahn (uruchomiona w 1889 r.)

## Historia
Trasa kolejki liczy 9.85 kilometrów (6.12 mi) i prowadzi po torach o rozstawie 1,000 mm (3 ft 33⁄8 cali). W kolejce wykorzystany jest system Abta, który umożliwia pokonanie różnicy wzniesień 1,208 metrów (3,963 stóp). 
Wraz z rozwojem turystyki w drugiej połowie XIX wieku, obszar tzw. "Wiener Hausberge" ("Wiedeńskie Swojskie Góry"), oraz rejony wokół obszarów Schneeberg i Rax stały się ulubionymi miejscami letnich wypadów bogatych Wiedeńczyków i miłośników natury. Kolejka Schneeberg została uruchomiona w roku 1897. Projektantem kolejki był Leo Arnoldi. Początkowo kolejka miała dwa odcinki: od stacji kolejowej Wiener Neustadt do Puchberg jeździł regularny pociąg, od Puchberg na płaskowyż górski wokół Szneeberg jeździła kolejka zębata.

## Literatura
- Alfred Niel: Der Schneeberg und seine Bahn, Verlag Kurt Wedl, Melk 1967
- Informationsbroschüre der Österreichischen Bundesbahnen: Die Schneebergbahn seit 1897, ÖBB 1992
- Slezak: Vom Schiffskanal zur Eisenbahn – Wiener Neustädter Kanal und Aspangbahn (2. Auflage), Verlag Josef Otto Slezak, Wien 1989
- Alfred Luft: 75 Jahre Schneebergbahn 1897–1972, Verlag Verein der Freunde der Murtalbahn, Murau 1972
- Slezak: Schneebergbahn bei Wien (ESA Heft Nr. 18), Verlag Josef Otto Slezak, Wien 1985